# ジョン・メイヒュー
ジョン・メイヒュー（John Mayhew、1947年3月27日 - 2009年3月26日）は、プログレッシブ・ロック・バンド、ジェネシスの3番目のドラマーを務めた。1969年8月、前ドラマーのジョン・シルヴァーと交代で加入した。アルバム『侵入』に参加し、コンピレーション・アルバム『アーカイヴ 1967-1975』およびボックスセット『Genesis 1970–1975』にも登場している。1970年8月にフィル・コリンズへと交代した。

## 略歴

### 生い立ち
メイヒューはイプスウィッチで、10歳くらい年上の兄、ポールと一緒に育った。両親が離婚し、10代だったジョンは、父親と一緒に生活する道を選んだ。その後、ジョンの母親との生活を選んだ兄とはほとんど顔を合わせなくなった。彼は母親から音楽への愛情を継承し、「The Clique」や「The Epics」などのイプスウィッチ地域のバンドで演奏した。1960年代後半にロンドンのシーンに移り、そこで別のバンド「ミルトンズ・フィンガー」に参加し、いくつかの曲を録音した。そのうちの2曲（「Jenny's mother」 / 「Love of my life」）は最終的にアセテート7インチ盤になった。当時、ジェノ・ワシントンと一緒に「The Clique」や「The Epics」のメンバーだったトニー・コーは、メイヒューがロンドンのディーン・ストリートでバンから飛び降りて、40ポンドのためにロニー・スコッツ（2階）で演奏していたこの新しいバンド「ジェネシス」と一緒だと言ったことを覚えている。2009年初め、ポール・メイヒューは弟の捜索を始めた。18年もの間、ジョンとは会わず、1970年代初めからほとんど関係はなくなっていた。

### ジェネシス
メイヒューは1969年夏、ジェネシスに加わり、レジャーのマネージメントについてを研究するためアメリカ合衆国のコーネル大学に入学して脱退したドラマー、ジョン・シルヴァーの後任となった。『メロディ・メイカー』誌の広告を介して採用されたという伝説があったが、メイヒューは2006年のインタビューで、自分が「ロンドン中に」貼りまくった自身の電話番号を、バンドのベーシストであったマイク・ラザフォードが見つけ、彼から連絡を受けたのだと述べた。バンドはメイヒューの長い髪という見た目とそのプロ意識に加えて、自分のドラムを持ってきたという事実に感銘を受けた。メイヒューはプロのミュージシャンであるだけでなく、大工でもあった。バンドの輸送機関となっていた元はパン配達用だったバンに、適切なパネルと座席を設置し、ライブ・パフォーマンス中にしばしば停止する自家製のレスリー・スピーカー用のキャビネットを構築した。
彼は、新しいレコード会社カリスマから週15ポンドの賃金（2016年時点では約142ポンド相当）を提供されたとき、10ポンドで十分だと主張し、バンドメイトからお人好しだと叱責されたことで有名である。メイヒューは1970年7月に解雇されるまでジェネシスに留まった。彼はフィル・コリンズにその座を取って代わられた。
トニー・バンクスは、メイヒューへの死後の賛辞の中で、ジェネシスの後のライブ・ショーにおける重要な側面を予想し、おそらく影響を与えたのが彼であったと認めた。「ジョンは私たちより少し年上で、[別のバンド]でライブ演奏していたので、ステージで何が期待されているかについてある程度の知識がありました。最初のショーで彼がステージに上がって人が変わったのを覚えています。これは私たちにはなかなかできないことでしたし、後に私たちがピーターの衣装によって他の何よりもよく知られるようになったのも奇妙なことです。これらの理由から、彼が初期ツアーの頃にはとても重要な存在であり、いつもそこにいてくれたというわけです」。

### ポスト・ジェネシス
ジェネシス脱退後のメイヒューの所在についてはほとんど知られていなかった。死亡したか行方不明になったという推測もあった。1982年に彼はオーストラリアへ移住し、そこで大工としての仕事を見つけたのだった。1989年になって、彼は病気の母を訪ねるため一時的にイギリスへと戻った。
2006年、ロンドンで開催されたジェネシス・コンベンションに（アンソニー・フィリップスとスティーヴ・ハケットと共に）参加し、トリビュート・バンド「ReGenesis」による「The Knife」のパフォーマンスのためにドラムを演奏した。

### その死
2009年3月26日、メイヒューは62歳の誕生日の前夜に、スコットランドのグラスゴーにて心臓病で亡くなった。亡くなった時には、家具会社の大工として働いていた。彼は亡くなり、兄の方が長生きすることとなった。

## ディスコグラフィ

### ジェネシス
- 『侵入』 - Trespass (1970年)